# Grave Disorder
Grave Disorder è il nono album in studio del gruppo punk rock inglese The Damned, pubblicato nel 2001 dalla Nitro Records.

## Storia
Nel 2001 il gruppo firma un contratto per un nuovo album con la Nitro Records di proprietà di Dexter Holland e Greg Kriesel degli Offspring da sempre estimatori della band.

## Tracce
1. Democracy? – 3:22
2. Song.Com – 3:39
3. Thrill Kill – 5:37
4. She – 4:27
5. Lookin' For Action – 4:04
6. Would You Be So Hot – 4:13
7. Absinthe – 4:18
8. Amen – 7:55
9. Neverland – 3:31
10. The End of Time – 3:53
11. Obscene – 2:46
12. W – 5:06
13. Beauty of the Beast – 4:44

## Formazione
- Dave Vanian - voce, theremin
- Captain Sensible - chitarra, cori
- Patricia Morrison - basso, cori
- Pinch - batteria, cori
- Monty Oxy Moron - tastiere, cori